# آندراژ اشپورار
آندراژ اشپورار (اسلوونیایی: Andraž Šporar؛ زادهٔ ۲۷ فوریهٔ ۱۹۹۴) بازیکن فوتبال اهل اسلوونی است.
از باشگاه‌هایی که در آن بازی کرده‌است می‌توان به باشگاه فوتبال بازل، باشگاه فوتبال اینتربلوک لیوبلیانا، و باشگاه فوتبال پاناتینایکوس اشاره کرد.
وی همچنین در تیم‌های ملی فوتبال زیر ۲۱ سال اسلوونی، و اسلوونی بازی کرده‌است.